# Joachim Ferrer Adell
Joachim Ferrer Adell OFMCap. znany też jako Joachim z Albocácer, (hiszp.) Joaquín (José) Ferrer Adell (ur. 23 kwietnia 1879 w Albocácer na terenie prowincji Castellón, zm. 30 sierpnia 1936 w Villafamés na terenie Archidiecezji walenckiej) – hiszpański błogosławiony Kościoła katolickiego, męczennik, ojciec zakonny z Zakonu Braci Mniejszych Kapucynów, ofiara prześladowań antykatolickich okresu hiszpańskiej wojny domowej.

## Życiorys
Był synem José Ferrera i Antoniy Adell. Na chrzcie, który odbył się w dniu urodzin otrzymał imię José (Józef). Pierwsze nauki pobierał w małym seminarium kapucynów. Do zakonu wstąpił w Massamagrell  1 stycznia 1896 r. przyjmując imię zakonne Joachim, a śluby czasowe złożył 3 stycznia 1897 roku. Studiował potem teologię w Totana (teren Murcji) i filozofię w Orihuela. Zakończenie nauki uwieńczyło otrzymanie 19 grudnia 1903 r. z rąk biskupa diecezji Segorbe Manuela Maríi Cerero y Solera sakramentu święceń, po którym wyjechał na misje do Kolumbii. W 1925 roku został mianowany superiorem w Bogocie. Po powrocie do Hiszpanii został skierowany do Masamagrell gdzie pełnił obowiązki rektora tamtejszego seminarium duchownego. Swoje powołanie realizował krzewiąc kult Eucharystii i maryjny. Środkami jakie podejmował dla upowszechnienia celebracji Ostatniej Wieczerzy były codzienne Adoracje Najświętszego Sakramentu, popularyzowane Godziny Święte i Pierwsze czwartki miesiąca, a także założenie czasopisma „Życie Eucharystyczne”.

Gdy po wybuchu wojny domowej w Hiszpanii rozpoczęły się prześladowania katolików i napaści na klasztory zabezpieczył schronienie seminarzystom i udał się w okolice Rafelbuñol. Aresztowany 30 sierpnia przez milicję, został rozstrzelany w Villafamés. Gdy żegnał się z krewnymi powiedział: 

Jeśli nie spotkamy się na ziemi, do zobaczenia w chwale.

Miejscem kultu Joachim z Albocácer jest archidiecezja walencka. Relikwie nie zostały odnalezione.
Proces informacyjny odbył się w Walencji w latach 1957–1959. Beatyfikowany w pierwszej grupie wyniesionych na ołtarze męczenników z zakonu kapucynów zamordowanych podczas prześladowań religijnych 1936–1939, razem z Józefem Aparicio Sanzem i 232 towarzyszami, pierwszymi wyniesionymi na ołtarze Kościoła katolickiego w trzecim tysiącleciu przez papieża Jana Pawła II w Watykanie 11 marca 2001 roku.
Wspomnienie liturgiczne obchodzone jest przez katolików w dzienną rocznicę śmierci (30 sierpnia), a także w grupie męczenników 22 września.